# Bocchetta di Val Maggia
Die Bocchetta di Val Maggia ist ein Saumpfad, der in den Tessiner Alpen über den südlichen Alpenhauptkamm führt. Auf der Passhöhe verläuft die Grenze zwischen Italien und der Schweiz. Der Saumpfad verbindet Riale in der Provinz Verbano-Cusio-Ossola in der Region Piemont in Italien mit Robièi im Bavonatal, Vallemaggia, Tessin in der Schweiz.
Der Pass liegt an der Wanderetappe R92 der Via Alpina, der als Bergwanderweg von Monaco durch den ganzen Alpenbogen nach Triest führt.
Auf der italienischen Seite befindet sich auf 2160 m das Rifugio Maria Luisa und auf der Schweizer Seite die Basodinohütte auf 1856 m.

## Einzelnachweise

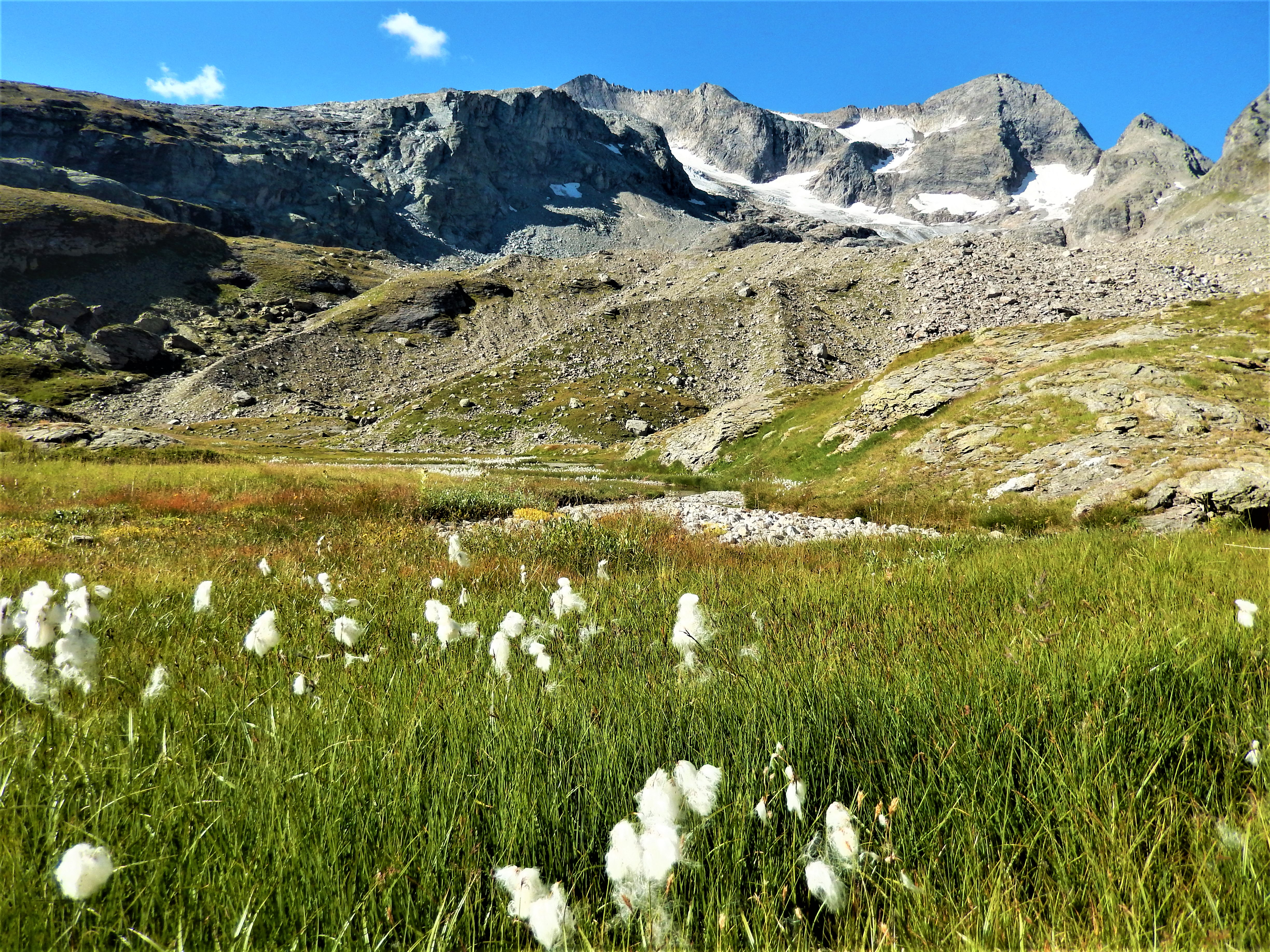
Auf der Tessinerseite des Bocchetta di Val Maggia, 28. August 2016

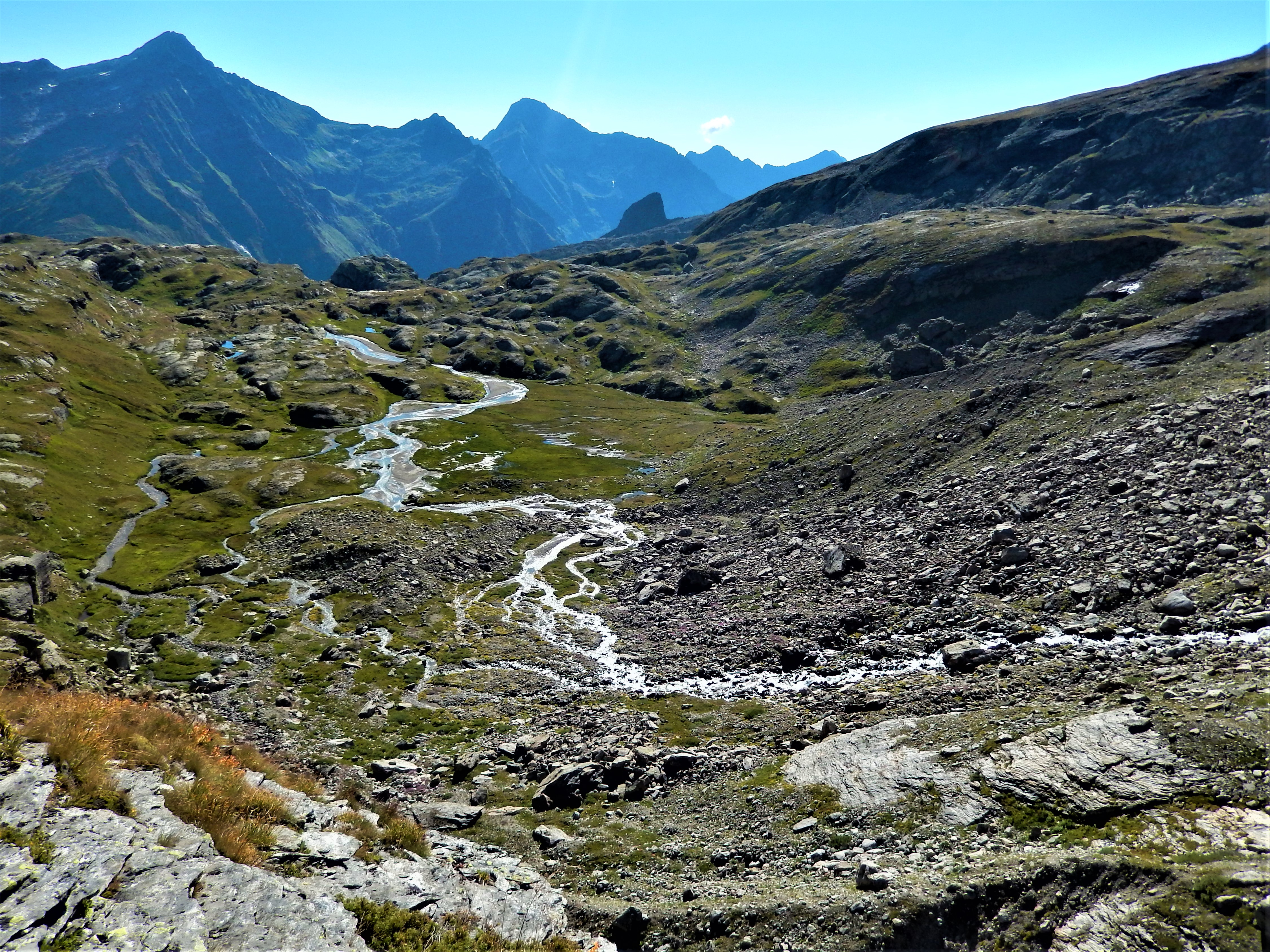
Blick vom Pass zurück in Richtung Robiei, 28. August 2016

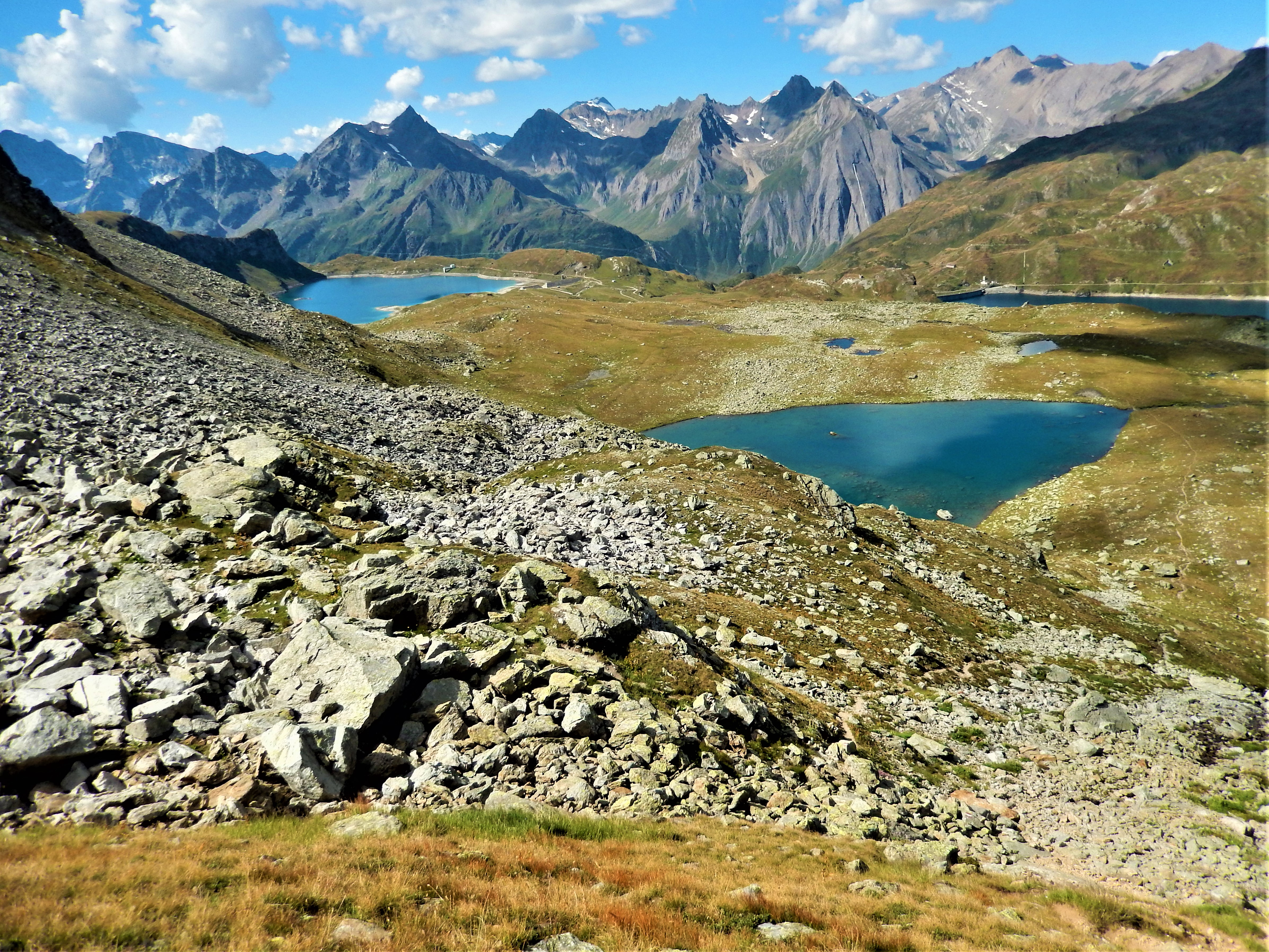
Blick vom Pass nach Italien, 28. August 2016